# کیمی فرناندز
کیمی فرناندز (انگلیسی: Xemi Fernández؛ زادهٔ ۲ فوریهٔ ۱۹۹۵) بازیکن فوتبال اهل اسپانیا است.
از باشگاه‌هایی که در آن بازی کرده‌است می‌توان به باشگاه فوتبال آکسفورد یونایتد و باشگاه فوتبال بارسلونا بی اشاره کرد.